# Институт за стандардизацију Србије
Институт за стандардизацију Србије (скр. ИСС) јесте национално тело за стандардизацију у Републици Србији. ИСС је основала Влада Републике Србије, Одлуком о оснивању Института за стандардизацију Србије (Службени гласник Републике Србије бр. 16/2007). Седиште ИСС-а је у Београду, у Улици Стевана Бракуса број 2.
Jош 1939. године, у тадашњој Краљевини Југославији, постојао је институционализован облик националне стандардизације. 
Данашњи ИСС је правни следбеник Завода за стандардизацију од 2003. до 2006. године, Савезног завода за стандардизацију од 1978. до 2003. године, Југословенског завода за стандардизацију од 1962. до 1978. године и Савезне комисије за стандардизацију од 1946. до 1962. године.
Члан ИСС-а може постати свако привредно друштво, предузеће, друго правно лице или предузетник, основани по прописима Републике Србије, као и физичко лице које је држављанин Републике Србије. Управни одбор Института доноси одлуку о пријему чланова Института и престанку чланства у Институту, као и одлуку којом се утврђује висина чланарине за сваку годину.

## Делатност
Делатност ИСС-а утврђена је Законом о стандардизацији (Службени гласник Републике Србије бр. 36/2009 и 46/2015), Одлуком о изменама и допунама оснивачког акта Института за стандардизацију Србије (Службени гласник Републике Србије бр. 93/2015 и 27/2016) и Статутом Института за стандардизацију Србије (Службени гласник Републике Србије бр. 29/2017).
ИСС обавља следеће послове:
- доноси, развија, преиспитује, мења, допуњава и повлачи српске стандарде и сродне документе;
- обезбеђује усаглашеност српских стандарда и сродних докумената са европским и међународним стандардима и сродним документима;
- води регистар српских стандарда и сродних докумената у свим фазама развоја;
- учествује у изради и преиспитивању европских и међународних стандарда и сродних докумената које доносе европске и међународне организације за стандардизацију у областима за које постоје потребе и интереси Републике Србије, а за које се очекује преиспитивање или доношење српских стандарда и сродних докумената;
- сарађује са европским и међународним организацијама за стандардизацију и националним телима за стандардизацију земаља потписница одговарајућих споразума из области стандардизације;
- извршава друге задатке у складу са обавезама из међународних уговора у области стандардизације који обавезују Републику Србију;
- обезбеђује доступност јавности српских стандарда, сродних докумената, публикација, као и стандарда и публикација одговарајућих европских и међународних организација и других земаља и врши њихову продају;
- даје основу за израду техничких прописа;
- припрема програме и годишње планове доношења српских стандарда;
- делује ако информациони центар, у складу са захтевима предвиђеним одговарајућим међународним споразумима и обавезама које произлазе из чланства у одговарајућим европским и међународним организацијама за стандардизацију;
- представља и заступа интересе Републике Србије у области стандардизације у европским и међународним организацијама за стандардизацију, као и у њиховим телима;
- одобрава употербу знака усаглашености са српским стандардима и сродним документима, у складу са својим правилима;
- промовише примену српских стандарда и сродних докумената;
- обавља и друге послове из области стандардизације, у складу са законом, актом о оснивању и статутом.